# Альтенбургер-Ланд
Альтенбургер-Ланд (нім. Altenburger Land) — район у Німеччині, у складі федеральної землі Тюрингія. Адміністративний центр — місто Альтенбург.

## Населення
Населення району становить 87 807 осіб (станом на 31 грудня 2021).

## Адміністративний поділ
Район складається з п'яти міст, трьох самостійних громад (нім. Gemeinden), а також 30 громад, об'єднаних у 5 об'єднань громад (нім. Verwaltungsgemeinschaften).
Дані про населення наведені станом на 31 грудня 2021.
| Самостійні міста: 1. Альтенбург (31315) 2. Гесніц (3433) 3. Лукка (3530) 4. Мойзельвіц (10117) 5. Шмельн (13684) | Самостійні громади: 1. Гаєрсдорф (105) 2. Нобіц (7127) 3. Поніц (1509) |

Об'єднання громад:

Зірочками (*) позначені центри об'єднань громад.
| - 1.Альтенбургер-Ланд (Невірний параметр metadata 160775001) 1. Альткірхен (Невірний параметр metadata 16077002) 2. Гельніц (319) 3. Герен (402) 4. Добічен (419) 5. Дроген (Невірний параметр metadata 16077004) 6. Лумпциг (Невірний параметр metadata 16077029) 7. Мена * (261) 8. Штаркенберг (1832) - 2. Оберес-Шпроттенталь (2773) 1. Вільденбертен (Невірний параметр metadata 16077051) 2. Гойкевальде (196) 3. Йонасвальде (317) 4. Лебіхау (978) 5. Небденіц * (Невірний параметр metadata 16077037) 6. Постерштайн (460) 7. Тонгаузен (509) 8. Фольмерсгайн (313) | - 3. Плайсенауе (5162) 1. Газельбах (825) 2. Віндішлойба (1894) 3. Герстенберг (486) 4. Требен * (1178) 5. Фоккендорф (779) - 4. Розіц (7653) 1. Крібіч (1017) 2. Ледла (707) 3. Монстаб (385) 4. Розіц * (2730) - 5. Віраталь (Невірний параметр metadata 160775008) 1. Гепферсдорф (221) 2. Лангенлойба-Нідергайн * (1739) 3. Фронсдорф (Невірний параметр metadata 16077006) 4. Цигельгайм (Невірний параметр metadata 16077055) 5. Юккельберг (Невірний параметр metadata 16077019) |